# Cyperus trisulcus
Cyperus trisulcus är en halvgräsart som beskrevs av David Don. Cyperus trisulcus ingår i släktet papyrusar, och familjen halvgräs. Inga underarter finns listade i Catalogue of Life.